# Музей Нижнетагильской Политехнической гимназии
Музей Нижнетагильской Политехнической гимназии (англ. Museum of the Nizhny Tagil Polytechnic Gymnasium) — российский школьный музей инновационного типа (город Нижний Тагил). Занесён в Книгу Почёта Всероссийской общественной организации ветеранов (пенсионеров) войны и труда.

## О музее
Музей является лучшим среди музеев общеобразовательных учреждений Свердловской области по итогам Смотра-конкурса  и реализует дополнительные образовательные программы средствами педагогики музейной деятельности.
В основе сменяющихся интегрированных экспозиционно-выставочных проектов — материалы фонда музея и семейных архивов гимназистов и педагогов.
Руководитель музея — Елена Владимировна Юдина, победитель конкурса на соискание премии Губернатора Свердловской области педагогическим работникам в категории «Учитель года» (2010), победитель конкурса для педагогов — руководителей музеев образовательных учреждений Свердловской области «Создание системы патриотического воспитания в ходе образовательного процесса» (2014). Автор проектов «Профи-центр», реализованного за счёт гранта «Благотворительного фонда «Евраз-Урал» (2011) и «Инженеры: искусство обустраивать мир» (2015), автор-составитель образовательной программы ДОД «Музей и дети».

## Деятельность
Музей гимназии реализует интегрированные профориентационные образовательные проекты «Многоликий инжиниринг», «Тагил трудовой. Профессии моих родных», «Инженеры. Искусство обустраивать мир», «Русские инновации».
В практике музея — создание тематических выставок: мемориальных, выставок уникальных экспонатов, фотовыставок… За последние три года: «Летопись гимназии: нам 20 лет» и «У Победы наши лица», выставки мини-музея «Как измеряют время», «Ретроёлка», «Путешествуйте с нами» (к Международному дню музеев), «Тайны обыкновенной канцелярии», выставки проекта «Музей детской книги», выставки уникальных экспонатов «Подарочная модель танка Т-34», Гармонь «Весна», «Конфетная коробка» кондитерской фабрики Эйнемъ, выпущенная к 300-летию дома Романовых, «Клюшка короля бенди Николая Дуракова» и другие.
Активисты музея — победители городской музейной биеннале, инициированной Ассоциацией школьных музеев «Наследие» с момента её первого проведения.

## Передвижные выставки

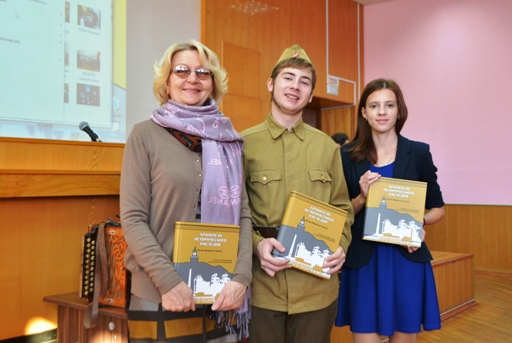
Делегация музея Политехнической гимназии на презентации книги «Хранители исторического наследия»: Ерёмкина А. П., Коновалов Д. Д., Ермолаева А.

Лицом музея стали интерактивные передвижные выставки. 
В копилке музея пять передвижных выставок, которые пользуются постоянным спросом: «Обычный гвоздь как артефакт», «Музей в портфеле», «Все даты в гости будут к нам» (к 300-летию города Нижний Тагил), «На войне, в быту суровом…», «Блокадный дневник». Экскурсоводы, Дмитрий Коновалов и Федор Коровин, разработавшие две последние выставки, стали лауреатами премии Губернатора Свердловской области.